# Miren-Kostanjevica község
Miren-Kostanjevica község (szlovén nyelven: Občina Miren-Kostanjevica) Szlovénia 212 alapfokú közigazgatási egységének, azaz községének egyike a Goriška statisztikai régióban. A község az Isonzó (szlovén nyelven: Soča) felső szakaszának völgyében, az olasz határ közelében terül el. A község székhelye Vipava-völgyben fekvő Miren.
A terület történelmileg a szomszédos Savogna d’Isonzo (szlovén nyelven: Sovodnje ob Soči) településsel állt kapcsolatban, amely az 1947. februári párizsi békeszerződés után Olaszország része maradt. A 19. század második felétől Miren kereskedelmi és könnyűipari központ volt, amely szorosan kapcsolódott Gorizia és Monfalcone területeihez. Kostanjevica na Krasu ezzel szemben egy nagyobb, a magasan fekvő Karszt-fennsíkon elterülő, ritkán lakott vidéki terület központja. Az 1994-es helyi önkormányzati reform során a két központ egyetlen községgé egyesült. 

## A község települései
A községhez Miren székhelyen kívül a következő települések tartoznak:
- Bilje
- Hudi Log
- Korita na Krasu
- Kostanjevica na Krasu
- Lipa
- Lokvica
- Nova Vas
- Novelo
- Opatje Selo
- Orehovlje
- Sela na Krasu
- Temnica
- Vojščica
- Vrtoče

## Népesség
| Lakosok száma | 4799 | 4895 | 4848 | 4804 | 4854 | 4831 | 4820 | 4848 | 4976 | 4976 |
|               | 2008 | 2009 | 2011 | 2012 | 2013 | 2015 | 2016 | 2017 | 2019 | 2020 |